# Milzkalne (przystanek kolejowy)
Milzkalne (ros. Милзкалне) – przystanek kolejowy w pobliżu miejscowości Milzkalne, w gminie Tukums, na Łotwie. Położony jest na linii Ryga (Torņakalns) - Tukums.